# Antonín Strobach
Antonín Strobach (ur. 3 lipca 1814 w Pradze, zm. 22 listopada 1856 tamże) – czeski prawnik i polityk, burmistrz Pragi na przełomie kwietnia i maja 1848 roku.  

## Życiorys
Jego ojciec był młynarzem. Ukończył szkołę podstawową i liceum w Pradze. W 1834 roku podjął studia prawnicze na Uniwersytecie Karola, w 1841 roku uzyskał tytuł doktora. Od 1838 roku pracował jako aplikant adwokacki w sądzie, a następnie w urzędzie skarbowym. Od lat studenckich był jedną z czołowych postaci czeskiego ruchu patriotycznego, był przyjacielem Karela Hynka Máchi.  
Po wybuchu Wiosny Ludów został jednym z przywódców czeskich liberałów, współpracując m.in. z Františkiem Palackim i Františkiem Augustem Braunerem. Był kapitanem czeskiej Gwardii Narodowej i członkiem Komitetu Narodowego.
9 kwietnia 1848 roku został wybrany na burmistrza Pragi. Zrezygnował z pełnionej funkcji 10 maja 1848 roku, po oblężeniu Ratusza Staromiejskiego przez demonstrantów domagających się uwolnienia drukarza aresztowanego za wydanie anarchistycznej ulotki.
Następnie został wybrany na posła do Sejmu Ustawodawczego i zasiadał w nim do czasu jego rozwiązania w 1849 roku. Od lipca do sierpnia 1848 roku pełnił funkcję pierwszego wiceprezesa Sejmu, a następnie w okresie od sierpnia do października 1848 roku oraz od grudnia 1848 roku do stycznia 1849. 
Po rozwiązaniu parlamentu pełnił funkcję sędziego czeskiego sądu najwyższego, w 1853 roku został zmuszony do przejścia na przedwczesną emeryturę. Od 1854 roku ponownie pracował jako prawnik.
Jego synem był prawnik i polityk Zdeněk Strobach.